# Coppensmolen
De Coppensmolen is een windkorenmolen te Zeeland in de Nederlandse gemeente Maashorst. Het is een beltmolen en een bovenkruier die vermoedelijk gebouwd is in 1883 in opdracht van Nicolaas Coppens, ter vervanging van een standerdmolen. Bij de bouw zijn veel onderdelen van de standerdmolen, die nog maar enkele tientallen jaren daarvoor was verplaatst, gebruikt. In 1971 kocht de gemeente de molen en liet deze in 1982/3 restaureren. Hierbij kreeg de molen de naam waarmee hij officieus al werd aangeduid.
In 2008 zijn de roeden voorzien van het Systeem van Bussel. Dit was bij de restauratie van 1983 verwijderd, maar om goed te kunnen blijven draaien ondanks de verslechterde molenbiotoop is het systeem opnieuw aangebracht. Op 17 november 2008 is de molen feestelijk heropend.
In de molen bevinden zich twee koppel 17der kunststenen, waarmee op vrijwillige basis graan wordt gemalen.